# John Schoorl
John Schoorl (1961) is een Nederlandse journalist, schrijver en dichter.
Schoorl schreef eerder voor De Morgen, HLN, De Ondernemer en de tijdschriften De Muur, Passionate Magazine en Hard gras. In 1988 werd hij stadsverslaggever voor het Haarlems Dagblad. Sinds 1998 schrijft hij voor de Volkskrant. 

## Onderzoeksjournalist
Voor de Volkskrant schrijft Schoorl als onderzoeksjournalist over diverse onderwerpen, zoals politiek, het bedrijfsleven en het geld van de Oranjes. 

## Schrijver en dichter
Schoorl schreef voor de muziektijdschriften Wah Wah en Heaven en publiceerde meerdere bundels met muziekverhalen. In 2007 debuteerde hij als dichter in de Sandwichreeks van Gerrit Komrij. Vanaf dat jaar verschenen er meerdere dichtbundels van Schoorl.

## Erkenning
In 2004 werd de publicatie Schiphol die hij samen met Jan Meeus maakte, beloond met de journalistieke prijs De Loep. In 2006 won hij naast de LGD Poëzieprijs ook de Pop Persprijs voor zijn originele boek Een soulman in de Achterhoek. Voor zijn journalistieke werk werd hij 2007 genomineerd voor de  Prijs voor de Dagbladjournalistiek.
Het artikel Rupsje Nooitgenoeg over vastgoedfraude dat hij maakte met Merijn Rengers, was in 2009 goed voor de Citi Journalistic Excellence Award. 
Voor zijn journalistieke onderzoek naar overheidssubsidies Subsidies voor auto's en windmolens won hij in 2014 De Tegel, samen met Merijn Rengers. 
In 2016 kreeg hij de Jip Golsteijn Journalistiekprijs voor zijn reportage van De Jeugd van Tegenwoordig, genaamd De Anale Driehoek.

## Prijzen
- Jip Golsteijn Journalistiekprijs (2016)
- De Tegel (2014) en (2024)
- Citi Journalistic Excellence Award (2009)
- Pop Media Prijs (2006)
- De Loep (2004)